# Championnat du Brésil de football 2018
 (avril 2022).
Si vous disposez d'ouvrages ou d'articles de référence ou si vous connaissez des sites web de qualité traitant du thème abordé ici, merci de compléter l'article en donnant les références utiles à sa vérifiabilité et en les liant à la section « Notes et références ».
Navigation
Série A 2017 Série A 2019
La saison 2018 de Série A est la soixante-deuxième édition du Championnat du Brésil de football de première division, qui constitue le premier échelon national du football brésilien, et oppose vingt clubs professionnels, à savoir les seize premiers de la saison 2017 et les quatre promus de Série B. Elle s'étend sur 38 journées, les clubs s'affrontant en matches aller-retour.
Sociedade Esportiva Palmeiras remporte le championnat. C'est son 10e titre de champion du Brésil
Paraná Clube à peine promu termine à la dernière place de la compétition et est relégué en Serie B pour la saison 2019.

## Participants

### Changements en début de saison
| Pos. | Relégué de Série A 2017         |
| ---- | ------------------------------- |
| 17º  | Coritiba Foot Ball Club         |
| 18º  | Avaí Futebol Clube              |
| 19º  | Associação Atlética Ponte Preta |
| 20º  | Atlético Clube Goianiense       |

| Pos. | Promus de Série B 2017   |
| ---- | ------------------------ |
| 1º   | América Mineiro          |
| 2º   | Sport Club Internacional |
| 3°   | Ceará Sporting Club      |
| 4º   | Paraná Clube             |

### Les équipes du championnat
| Club                              | Ville          | État              | Stade                                | Capacité      | Entraîneur              | Clt 2017 |
| --------------------------------- | -------------- | ----------------- | ------------------------------------ | ------------- | ----------------------- | -------- |
| Sport Club Corinthians Paulista   | São Paulo      | São Paulo         | Arena Corinthians                    | 48 000        | Jair Ventura            | 1er      |
| Sociedade Esportiva Palmeiras     | São Paulo      | São Paulo         | Allianz Parque                       | 45 000        | Luiz Felipe Scolari     | 2e       |
| Santos Futebol Clube              | Santos         | São Paulo         | Stade Urbano-Caldeira                | 16 798        | Cuca                    | 3e       |
| Grêmio Foot-Ball Porto Alegrense  | Porto Alegre   | Rio Grande do Sul | Arena do Grêmio                      | 60 540        | Renato Gaúcho           | 4e       |
| Cruzeiro Esporte Clube            | Belo Horizonte | Minas Gerais      | Mineirão                             | 57 483        | Mano Menezes            | 5e       |
| Clube de Regatas do Flamengo      | Rio de Janeiro | Rio de Janeiro    | Stade Maracanã Stade Luso-Brasileiro | 78 838 22 000 | Dorival Júnior          | 6e       |
| Club de Regatas Vasco da Gama     | Rio de Janeiro | Rio de Janeiro    | São Januário                         | 21 880        | Alberto Valentim        | 7e       |
| Associação Chapecoense de Futebol | Chapecó        | Santa Catarina    | Arena Condá                          | 22 600        | Claudinei Oliveira      | 8e       |
| Clube Atlético Mineiro            | Belo Horizonte | Minas Gerais      | Stade de l'Indépendance              | 23 018        | Levir Culpi             | 9e       |
| Botafogo de Futebol e Regatas     | Rio de Janeiro | Rio de Janeiro    | Stade Nilton-Santos                  | 46 931        | Zé Ricardo              | 10e      |
| Clube Atlético Paranaense         | Curitiba       | Paraná            | Stade Joaquim-Américo-Guimarães      | 43 981        | Tiago Nunes             | 11e      |
| Esporte Clube Bahia               | Salvador       | Bahia             | Fonte Nova                           | 48 000        | Enderson Moreira        | 12e      |
| São Paulo Futebol Clube           | São Paulo      | São Paulo         | Stade Cícero-Pompeu-de-Toledo        | 66 795        | Diego Aguirre           | 13e      |
| Fluminense Football Club          | Rio de Janeiro | Rio de Janeiro    | Stade Maracanã                       | 78 838        | Marcelo Oliveira        | 14e      |
| Sport Club do Recife              | Recife         | Pernambouc        | Stade Adelmar-da-Costa-Carvalho      | 35 000        | Milton Mendes           | 15e      |
| Esporte Clube Vitória             | Salvador       | Bahia             | Stade Manoel-Barradas                | 35 000        | Paulo César Carpeggiani | 16e      |
| América Futebol Clube             | Belo Horizonte | Minas Gerais      | Stade de l'Indépendance              | 23 018        | Adílson Batista         | 1er      |
| Sport Club Internacional          | Porto Alegre   | Rio Grande do Sul | Stade José Pinheiro Borba            | 56 000        | Odair Hellmann          | 2e       |
| Ceará Sporting Club               | Fortaleza      | Ceará             | Arena Castelão                       | 67 037        | Lisca                   | 3e       |
| Paraná Clube                      | Curitiba       | Paraná            | Estádio Vila Capanema                | 20 083        | Dado Cavalcanti         | 4e       |

Légende des couleurs :
- Champion en titre
- Promu de D2 brésilienne

| \| Corinthians Palmeiras Santos Grêmio Cruzeiro Flamengo Vasco da Gama Chapecoense Atlético Mineiro Botagfogo Atlético Paranaense Bahia São Paulo FC Fluminense Sport Recife Vitória América Mineiro Internacional Ceará Paraná Clube \| Localisation des clubs engagés dans le championnat. |
| Corinthians Palmeiras Santos Grêmio Cruzeiro Flamengo Vasco da Gama Chapecoense Atlético Mineiro Botagfogo Atlético Paranaense Bahia São Paulo FC Fluminense Sport Recife Vitória América Mineiro Internacional Ceará Paraná Clube                                                           |

## Compétition

### Règlement
Le classement est établi sur le barème de points classique (victoire à 3 points, match nul à 1, défaite à 0).
En cas d'égalité de points entre 2 équipes ou plus, on utilise les critères suivants pour les départager : 
1. Nombre de victoires
2. Différence de buts
3. Buts marqués
4. Confrontations directes
5. Nombre de cartons rouges
6. Nombre de cartons jaunes

### Classement
| Rang | Équipe               | Pts | J  | G  | N  | P  | Bp | Bc | Diff |
| ---- | -------------------- | --- | -- | -- | -- | -- | -- | -- | ---- |
| 1    | Palmeiras            | 80  | 38 | 23 | 11 | 4  | 64 | 26 | +38  |
| 2    | Flamengo             | 72  | 38 | 21 | 9  | 8  | 59 | 29 | +30  |
| 3    | SC Internacional P   | 69  | 38 | 19 | 12 | 7  | 51 | 29 | +22  |
| 4    | Gremio               | 66  | 38 | 18 | 12 | 8  | 48 | 27 | +21  |
| 5    | São Paulo            | 63  | 38 | 16 | 15 | 7  | 46 | 34 | +12  |
| 6    | Atletico Mineiro     | 59  | 38 | 17 | 8  | 13 | 56 | 43 | +13  |
| 7    | Atletico ParanaenseS | 57  | 38 | 16 | 9  | 13 | 54 | 37 | +17  |
| 8    | Cruzeiro C           | 53  | 38 | 14 | 10 | 13 | 34 | 34 | 0    |
| 9    | Botafogo             | 51  | 38 | 13 | 12 | 13 | 38 | 46 | -8   |
| 10   | Santos               | 50  | 38 | 13 | 11 | 14 | 46 | 40 | +6   |
| 11   | Bahia                | 48  | 38 | 12 | 12 | 14 | 39 | 41 | -2   |
| 12   | Fluminense           | 45  | 38 | 12 | 9  | 17 | 32 | 46 | -14  |
| 13   | Corinthians T        | 44  | 38 | 11 | 11 | 16 | 34 | 35 | -1   |
| 14   | Chapecoense          | 44  | 38 | 11 | 11 | 16 | 34 | 50 | -16  |
| 15   | Ceará SC P           | 44  | 38 | 10 | 14 | 14 | 32 | 38 | -6   |
| 16   | Vasco da Gama        | 43  | 38 | 10 | 13 | 15 | 41 | 48 | -7   |
| 17   | Sport Recife         | 42  | 38 | 11 | 9  | 18 | 35 | 57 | -22  |
| 18   | América FC P         | 40  | 38 | 10 | 10 | 18 | 30 | 47 | -17  |
| 19   | Vitória              | 37  | 38 | 9  | 10 | 19 | 36 | 63 | -27  |
| 20   | Paraná Clube P       | 23  | 38 | 4  | 11 | 22 | 17 | 55 | -38  |

| Légende : Qualifications et relégations | Légende : Qualifications et relégations |
| --------------------------------------- | --- |
|                                         | Qualification pour la phase de groupe de la Copa Libertadores 2019 |
|                                         | Qualification pour le tour préliminaire de la Copa Libertadores 2019 |
|                                         | Qualification pour la Copa Sudamericana 2019 |
|                                         | Relégation en Série B |
|                                         | T : Tenant du titre P : Promus de Série B C : Vainqueur de la Coupe du Brésil 2018 qualifié pour la phase de groupes de la Copa Libertadores 2019 S : Vainqueur de la Copa Sudamericana 2018 qualifié pour la tour préliminaire de la Copa Libertadores 2019. |

- Atletico Paranaense qualifié pour la Copa Libertadores 2019 en tant que vainqueur de la Copa Sudamericana 2018, le 14e est qualifié pour la Copa Sudamericana 2019.

### Résultats
| Résultats (▼dom., ►ext.)                                   | AMM | ATM | ATP | BAH | BOT | CEA | CHA | COR | CRU | FLA | FLU | GRE | INT | PAL | PAR | SAN | SPA | SPT | VAS | VIT |
| América Mineiro                                            |     | 1-3 | 3-1 | 1-0 | 1-0 | 0-0 | 0-0 | 0-0 | 1-2 | 2-2 | 0-0 | 1-1 | 2-1 | 0-0 | 0-1 | 2-1 | 1-3 | 3-0 | 2-1 | 2-1 |
| Atletico Mineiro                                           | 0-0 |     | 3-1 | 1-0 | 1-0 | 2-1 | 3-3 | 1-0 | 1-0 | 0-1 | 5-2 | 0-1 | 0-1 | 1-1 | 2-0 | 3-1 | 1-0 | 5-2 | 0-0 | 2-1 |
| Atletico Paranaense                                        | 4-0 | 1-2 |     | 2-0 | 2-1 | 2-0 | 5-1 | 1-0 | 2-0 | 3-0 | 3-1 | 2-1 | 2-2 | 1-3 | 3-0 | 2-0 | 0-1 | 4-0 | 1-0 | 4-0 |
| Bahia                                                      | 1-0 | 2-2 | 0-0 |     | 3-3 | 2-1 | 1-0 | 1-0 | 0-0 | 0-0 | 2-0 | 0-2 | 0-1 | 1-1 | 2-0 | 1-0 | 2-2 | 2-0 | 3-0 | 4-1 |
| Botafogo                                                   | 1-0 | 0-3 | 2-0 | 0-1 |     | 0-0 | 1-0 | 2-0 | 1-1 | 2-1 | 2-1 | 2-1 | 1-0 | 1-1 | 2-1 | 0-0 | 2-2 | 2-0 | 1-1 | 1-1 |
| Ceará                                                      | 2-2 | 2-1 | 0-0 | 0-2 | 0-0 |     | 3-1 | 2-1 | 0-1 | 0-3 | 1-0 | 0-1 | 1-1 | 2-2 | 1-0 | 1-1 | 0-0 | 1-0 | 0-0 | 2-0 |
| Chapecoense                                                | 1-0 | 1-0 | 2-1 | 1-1 | 0-1 | 2-0 |     | 2-1 | 2-0 | 3-2 | 1-2 | 1-1 | 2-1 | 1-2 | 1-1 | 0-0 | 1-0 | 2-1 | 1-1 | 0-1 |
| Corinthians                                                | 1-0 | 1-1 | 0-0 | 2-1 | 2-0 | 1-1 | 0-0 |     | 2-0 | 0-3 | 2-1 | 0-1 | 1-1 | 1-0 | 1-0 | 1-1 | 1-1 | 2-1 | 1-0 | 0-0 |
| Cruzeiro                                                   | 3-1 | 0-0 | 2-1 | 1-1 | 1-0 | 0-2 | 3-0 | 1-0 |     | 0-2 | 2-1 | 0-1 | 0-0 | 1-0 | 3-1 | 2-1 | 0-2 | 2-0 | 1-1 | 3-0 |
| Flamengo                                                   | 2-0 | 2-1 | 1-2 | 2-0 | 2-0 | 0-1 | 2-0 | 1-0 | 1-0 |     | 3-0 | 2-0 | 2-0 | 1-1 | 2-0 | 1-0 | 0-1 | 4-1 | 1-1 | 1-0 |
| Fluminense                                                 | 1-0 | 1-0 | 2-0 | 1-1 | 1-0 | 0-0 | 3-1 | 1-0 | 1-0 | 0-2 |     | 0-1 | 0-3 | 1-0 | 4-0 | 0-1 | 1-1 | 0-0 | 0-1 | 0-0 |
| Gremio                                                     | 1-0 | 2-0 | 0-0 | 2-2 | 4-0 | 3-2 | 2-0 | 1-0 | 1-1 | 2-0 | 0-0 |     | 0-0 | 0-2 | 2-0 | 5-1 | 2-1 | 3-4 | 2-1 | 4-0 |
| Internacional                                              | 2-0 | 1-2 | 1-0 | 2-0 | 3-0 | 1-0 | 3-0 | 2-1 | 0-0 | 2-1 | 2-0 | 1-0 |     | 0-0 | 1-0 | 2-2 | 3-1 | 0-0 | 3-1 | 2-1 |
| Palmeiras                                                  | 4-0 | 3-2 | 2-0 | 3-0 | 2-0 | 2-1 | 0-0 | 1-0 | 3-1 | 1-1 | 3-0 | 2-0 | 1-0 |     | 3-0 | 3-2 | 3-1 | 2-3 | 1-0 | 3-2 |
| Paraná Clube                                               | 1-0 | 0-1 | 0-0 | 1-0 | 1-1 | 0-1 | 1-1 | 0-4 | 1-1 | 0-4 | 2-1 | 0-0 | 1-1 | 1-1 |     | 0-2 | 1-1 | 1-2 | 1-1 | 1-1 |
| Santos                                                     | 0-1 | 3-2 | 1-0 | 2-0 | 1-1 | 2-0 | 0-1 | 1-0 | 0-1 | 1-1 | 3-0 | 0-0 | 1-2 | 1-1 | 3-1 |     | 0-0 | 3-0 | 1-1 | 5-2 |
| São Paulo                                                  | 1-1 | 2-2 | 0-0 | 1-0 | 3-2 | 1-0 | 2-0 | 3-1 | 1-0 | 2-2 | 1-1 | 1-1 | 0-0 | 0-2 | 1-0 | 1-0 |     | 0-0 | 2-1 | 3-0 |
| Sport Recife                                               | 0-2 | 3-2 | 1-0 | 2-0 | 1-1 | 1-0 | 1-1 | 1-1 | 0-0 | 0-1 | 1-2 | 0-0 | 2-1 | 0-1 | 1-0 | 2-1 | 1-3 |     | 2-1 | 0-0 |
| Vasco da Gama                                              | 4-1 | 2-1 | 1-1 | 2-1 | 1-2 | 1-1 | 3-1 | 1-4 | 2-0 | 1-1 | 1-1 | 1-0 | 1-1 | 0-1 | 1-0 | 0-3 | 2-0 | 3-2 |     | 2-3 |
| Vitória                                                    | 1-0 | 1-0 | 1-2 | 2-2 | 3-4 | 2-1 | 1-0 | 2-2 | 1-1 | 2-2 | 1-2 | 0-0 | 2-3 | 0-3 | 1-0 | 0-1 | 0-1 | 1-0 | 1-0 |     |
| - Victoire à domicile - Match nul - Victoire à l'extérieur |     |     |     |     |     |     |     |     |     |     |     |     |     |     |     |     |     |     |     |     |

## Bilan de la saison
| Championnat du Brésil de football 2018 | |
| Champion                               | Sociedade Esportiva Palmeiras (10e titre) |
| Qualifications continentales           | |
| Copa Libertadores 2019                 | Sociedade Esportiva Palmeiras Clube de Regatas do Flamengo Sport Club Internacional Grêmio Foot-Ball Porto Alegrense São Paulo Futebol Clube Clube Atlético Mineiro Clube Atletico Paranaense |
| Copa Sudamericana 2019                 | Botafogo de Futebol e Regatas Santos Futebol Clube Esporte Clube Bahia Fluminense Football Club Sport Club Corinthians Paulista Associação Chapecoense de Futebol                             |
| Promotions et relégations              | |
| Promus en Brasileiro                   | Fortaleza Esporte Clube Centro Sportivo Alagoano Avaí Futebol Clube Goiás Esporte Clube |
| Relégués en Serie B                    | Sport Club do Recife América Futebol Clube Esporte Clube Vitória Paraná Clube |